# Турньер
Турнье́р (фр. Tournières) — коммуна во Франции, находится в регионе Нижняя Нормандия. Департамент коммуны — Кальвадос. Входит в состав кантона Бальруа. Округ коммуны — Байё.
Код INSEE коммуны — 14705.

## Население
Население коммуны на 2010 год составляло 182 человека.
| 1962 | 1968 | 1975 | 1982 | 1990 | 1999 | 2010 |
| ---- | ---- | ---- | ---- | ---- | ---- | ---- |
| 195  | 213  | 205  | 188  | 184  | 171  | 182  |

## Экономика
В 2010 году среди 115 человек трудоспособного возраста (15—64 лет) 82 были экономически активными, 33 — неактивными (показатель активности — 71,3 %, в 1999 году было 74,3 %). Из 82 активных жителей работали 73 человека (36 мужчин и 37 женщин), безработных было 9 (6 мужчин и 3 женщины). Среди 33 неактивных 12 человек были учениками или студентами, 12 — пенсионерами, 9 были неактивными по другим причинам.